# Ajustamento contábil
Ajustamento contábil é um processo no qual as empresas, ao organizarem o balancete de verificações, devem, se necessário, lançar dados ajustados, em virtude da atualização de movimentos ocorridos em determinados períodos. Esses ajustes devem ser realizados antes das apurações de resultado, para maior fidelidade à realidade patrimonial e econômica das entidades, nos balanços mensais e fechamentos de exercício (vide orçamento).

## Ajustes em disponibilidades
O ativo disponível reúne única e exclusivamente contas representativas de dinheiro disponível ou em depósito de livre movimentação bancária.
Para escrituração na conta caixa deve-se registrar movimentos de entrada e saída de moeda corrente. Em caso de duplicatas, vales, recibos, despesas diversas, cheques não descontados, faz-se lançamentos de ajustes ao final de cada mês, através dos extratos bancários.
Em virtude de cobranças, empréstimos, descontos e juros cobrados ou aplicados, os bancos lançam os encargos financeiros através de ajustes, que se fazem presentes nos extratos, os quais serão utilizados para confrontar as contas bancária e contábil em contas movimento. Esse procedimento é conhecido no Brasil como "conciliação bancária".
Também ocorrem ajustes de atualização de saldo e reconhecimento de lucros acumulados nas contas de aplicações.

## Ajustes nas contas a receber
São dois os tipos de contas a receber:
- Vendas a prazo.
- Empréstimos a sócios ou a terceiros.

As primeiras mais significativas merecem destaque, devido às diversas possibilidades de operação. As últimas, devido à incidência de juros e correções monetárias, fazem referência a atualização de valores.

### Duplicatas descontadas
Quando se trata de duplicatas a entidade poderá entregá-las a uma agência bancária para negociação, onde o banco repassa o valor do titular à empresa e o mantém em seu poder para futura cobrança na data de vencimento, ficando consigo o valor correspondente aos juros.
As duplicatas descontadas são a contrapartida das duplicatas a receber, pois existe a figura do 'direito regressivo'. A instituição bancária desconta da empresa que as emitiu, o que as torna uma obrigação financeira, sendo que para fins de análise, a reclassificação no Passivo Circulante é correta, pois, não havendo sua liquidação da data do vencimento o compromisso passa a ser da empresa emitente.

### Duplicatas em cobrança simples
As empresas utilizam duas maneiras de proceder à cobrança de duplicatas a receber: na primeira conservando-as em poder da empresa e ela própria faz a cobrança; na segunda, realiza a cobrança através de bancos, os quais ficam com elas em seu poder aguardando que o devedor compareça para efetivar o pagamento.
Quando se trata de cobranças de forma simples a entidade deverá efetuar o lançamento e registrar as duplicatas após o recebimento em contas de compensação.

### Provisão para crédito de liquidação duvidosa PCLD (antes conhecido como PDD)
Todos os possíveis prejuízos futuros devem ser contabilizados no exercício em que foram observados. O maior problema é como saber quando uma conta a receber torna-se incobrável e como determinar o valor do prejuízo que a empresa terá.

Nenhuma entidade pode prever que um cliente (físico ou jurídico) não terá condições futuras de liquidar suas dívidas, portanto, por precaução, deve-se fazer verificações nas contas a receber, em aspecto contábil e fiscal, para constar se há clientes com concordatas ou em estado de falência, pois com reconhecimento antecipado, ela poderá adotar o critério de provisionar valor equivalente a 3% sobre o valor de contas a receber.

## Ajustes nas aplicações em curto prazo
Os lançamentos de ajustes destas aplicações dependem das condições da aplicação, ou seja, se são pré-fixados ou pós-fixados. No caso da aquisição de um título o qual representa a aplicação do recurso, o lançamento contábil é simples: debita a conta de respectiva aplicação e credita a conta “caixa” ou “banco conta mov.”, dependendo de onde tenha se originado o dinheiro aplicado. Até a data do balanço, é aplicado um rendimento de 3,5% sobre o valor aplicado.

## Ajustes nas mercadorias em estoque
Na compra de mercadorias o que mais importa é o documento fiscal de compra, no processo avaliador de quantidade e qualidade da mercadoria.
Além dos registros de entrada de mercadorias, deve-se também realizar os registros de impostos(IPI, ICMS).
Os ajustes contábeis mais comuns nas mercadorias são: eventuais baixas por insubsistências, descontos comerciais ainda não reconhecidos contabilmente, devoluções efetuadas por problemas de desconformidades com as especificações do pedido, além dos impostos recuperáveis, eventualmente ainda embutidos nos valores das mercadorias.

### Contabilização dos impostos recuperáveis
Imposto recuperável é todo imposto que incide sobre a aquisição de insumos de produção, como: matéria-prima, materiais de industrialização, embalagens; nos casos em que a empresa compradora estiver sujeita ao mesmo imposto por ocasião em que efetuar as vendas dos produtos fabricados, como é o caso do IPI e ICMS.

### Impostos não recuperáveis
Incidem sobre a receita da entidade, gerados em decorrência da realização de receita, são considerados despesas e deduzidos da receita bruta.
Os impostos não recuperáveis são:
1. - Imposto sobre serviços(ISS): Incide sobre a prestação de serviços, num percentual limitado a 5% , recolhido pelos cofres municipais.
2. - Programa de integração social(PIS): Sobre receitas de qualquer origem, com percentual variado é arrecadado pelo gov. Federal em favor dos trabalhadores.
3. - Contribuição social(COFINS): Incidente sobre as vendas da entidade, instituída pelo gov. Federal frente às despesas da área social. Provisionando todo mês o valor devido a título de contribuição, da mesma forma que o IPI.

## Ajustes nas contas a apropriar
Referentes a pagamentos antecipados, cujos benefícios e prestação de serviços serão efetuados apenas em exercícios futuros.
Principais despesas pagas antecipadamente:
- Prêmios de seguros e apropriação;
- Encargos financeiros a apropriar;
- Aluguéis a apropriar;
- Material de consumo a apropriar;
- Despesas de manutenção a apropriar.

## Ajustes nas contas a pagar
O exercício social corresponde a um período contábil, geralmente 12 meses, ao fim do qual a entidade deve realizar seu balanço patrimonial, apurando o resultado oficial de suas atividades nesse período. As despesas de um exercício, os gastos desembolsados ou previstos, necessários ao desenvolvimento das operações da empresa, e incorridas dentro do período contábil considerado como o do exercício social. As receitas de um exercício representam o numerário que uma entidade recebe ou tem previsão de receber, proveniente das suas operações ocorridas durante o período contábil. Finalmente, o resultado do exercício de uma empresa  consiste na diferença entre as despesas e receitas inerentes ao período contábil, compreendido pelo exercício social.
Para que o governo antecipe o pagamento do imposto de renda, atualmente, as empresas têm elaborado seus balanços mensalmente.

### Provisionamento das despesas a pagar
As principais despesas de final de mês são: encargos sociais, previdenciários e trabalhistas, impostos, taxas, encargos, honorários, pró-labore, alugueis e diversas outras obrigações.
O provisionamento das despesas consiste em debitar a despesa e creditar uma conta no passivo que represente o tipo de obrigação que ela gera.

## Ajustes em contas de receitas
O ajustamento deve ser feito para registrar as receitas realizadas e não recebidas como as recebidas e ainda não executadas.
Receitas realizadas e não recebidas: são aquelas que já foram computadas no resultado da empresa, porém ainda não foram realizadas financeiramente, constituem os direitos da empresa, receitas a receber.
Para apropriação das receitas ganhas e ainda não recebidas debita-se uma conta de ativo que representa o direito e credita-se uma conta que representa a receita respectiva.
Receitas recebidas antecipadamente: Algumas entidades recebem antecipadamente o pagamento por produtos a serem entregues ou por serviços a serem prestados. Isso cria a obrigação de prestar serviço ou entregar o produto em data futura.

## Ajustes em empréstimos e financiamentos
Títulos a pagar: Normalmente com prazo de vencimento de 90 ou 120 dias, os títulos são empréstimos bastante requisitados. Os encargos são pagos no ato do recebimento do empréstimo, antecipadamente.
Financiamentos em geral: Geralmente estes estão sujeitos a correções, devido à desvalorização da moeda, os quais, dependendo dos termos do contrato, podem ser pagos periodicamente ou incorporados ao valor do principal, para unificação do pagamento.

## Ajustes contábeis no ativo permanente
Investimento de origem mais duradoura reúne bens e diretos destinados a formar os meios e instrumentos para a produção ou realização das atividades da entidade; os recursos denominados ‘ativos diferidos’ são aplicados em despesas que contribuirão para a formação do resultado de mais um exercício social.

### Investimento
Os principais são:.
- Títulos de renda: Proporcionam rendimento, constituídos de juros e correção monetária.

Fundos mútuos de investimentos: Aquisição de cotas de fundos, com objetivo de auferir lucros, através do resgate de uma cotação maior.
- Ações de outras empresas: Aplicação de numerário no capital de outras entidades, com o controle de todo esse capital ou parte dele, ou apenas para obter rendimento.

Todo investimento pode gerar ganhos ou perdas. São dois os grupos de investimentos.
- Títulos de Renda: Os rendimentos aumentam o valor do investimento, rendem juros e correção monetária.
- Os rendimentos não aumentam o valor dos investimentos.

A técnica contábil para proceder ao ajustamento dos investimentos, de acordo com o seu valor de mercado, quando este for menor que o valor contabilizado, consiste na constituição da ‘previsão para desvalorização de investimentos’, tal como aquela utilizada na atualização dos valores dos estoques.
Contabilização da baixa de investimentos: ocorre por ocasião do resgate de algum investimento de renda, ou por ocasião da alienação de investimentos de riscos como ações, fundos e outros títulos de investimentos mais permanentes.
Procedimento contábil: Debita-se na conta que recebe o produto do resgate, “caixa/banco”, e credita-se na respectiva conta do investimento, zerando-a por conseguinte. Uma diferença entre o valor resgatado e o valor contabilizado, faz-se o lançamento de correção, credita uma conta de receita pelo valor resgatado a maior ou debita uma conta de despesa a menor.
No investimento não atualizado periodicamente deve-se creditar a conta do respectivo investimento alienado, no valor da incorporação mais ajustes realizados até o momento, creditar uma conta de apuração do resultado denominada de “Resultado da alienação de investimentos.
Um investimento alienado sendo ajustado por desvalorização de investimento anterior
Não compensado contabilmente procede-se ao estorno da previsão, debitando a conta “Previsão para desvalorização de investimentos” e creditando a conta “Resultado da alienação de investimentos”.
Então, efetua-se o lançamento do produto da alienação, debitando na conta que recebe o valor da operação sendo ‘caixa/banco’, creditando a conta “Resultado na alienação de investimentos”, sendo apurado o resultado líquido obtido.

### Imobilizado
Também chamado de Ativo Fixo, são um conjunto de bens de permanência mais duradoura, destinados a realização de atividades e manutenção na entidade.
Para separar as despesas geradas do imobilizado, seus elementos são divididos em duas categorias:
- “Bens em operação”, agrupa os bens que estão em operação, gerando despesas que são incorporadas às despesas do exercício.
- “Bens em andamento”, são os bens que ainda não estão em operação, quando for o caso geram despesas que devem ser ativadas para amortização futura.

Elementos do imobilizado devem estar representados no balanço patrimonial pelo respectivo custo de aquisição, estes e mais outros elementos do ativo permanente são avaliados e corrigidos monetariamente, deduzidos assim dos valores da depreciação, amortização e/ou exaustão.
Conforme a determinação do valor de aquisição e avaliações posteriores, em geral os bens são classificados em:
- Bens adquiridos de terceiros;
- Bens construídos;
- Bens recebidos por doação; e
- Bens incorporados pela integralização do capital.

A entidade realiza gastos relativos à manutenção, que podem ser de pequeno, médio e grande valor monetário.
Gastos capitalizáveis são os que irão beneficiar mais de um período contábil, devem ser adicionados ao valor do bem no ativo imobilizado, sendo corrigido e depreciado segundo os procedimentos normais. Ex.: Custo de aquisição do bem custo de instalação e montagem, custo de reformas duradouras, entre outros.
Gastos do período são os que devem ser contabilizados as despesas do período, pois só beneficiam um exercícios são necessários para manter o bem imobilizado em condições de operação, não lhe aumentando o valor. Ex.: Manutenções e reparos periódicos.
Periodicamente a autoridade fiscal fixa limites máximos de gastos em bens que podem ser considerados despesas do período.
Baixas de bens imobilizados: são eles retirados em decorrência da alienação, extinção, desgaste ou exaustão, devem ser baixadas nas respectivas contas.
É feito um crédito na conta que contém seu valor de custo corrigido monetariamente, e um débito na respectiva conta de depreciação acumulada, contrapartidas são lançadas numa conta de resultado do período denominada de “Resultado na alienação de bens imobilizados”, a qual evidência o valor líquido do bem baixado, bem como receber a crédito o valor obtido na sua alienação, se houver.

### Depreciações, exaustões e amortizações
O ativo imobilizado é integrado por elementos que tem como características comuns à durabilidade, permanecendo no patrimônio da entidade geralmente acima dos dois exercícios sociais. Possui algumas exceções como é o caso de terrenos e áreas de terra, os quais possuem uma vida útil limitada.
A diminuição do valor dos elementos do ativo imobilizado será registrado nas contas de:
1. Depreciação: Quando corresponde a perda do valor dos direitos que tem por objetivos bens físicos.
2. Amortização: Quando corresponder à perda do valor, do capital aplicado na aquisição de direitos.
3. Exaustão: Quando corresponder à parte do valor, decorrentes da sua exploração.

São necessários os seguintes elementos para determinar o valor da depreciação mensal ou anual:
- Valor do elemento: Identificar o valor contábil do bem a ser depreciado, composto do valor da aquisição mais incorporações e atualizações monetárias;
- Vida útil estimada: Variável;
- Taxa de depreciação: Feita através de uma operação matemática; toma-se o indicador 100 e divide-se pelos anos de vida útil do elemento, obtendo sua taxa anual de depreciação, dividindo por 12 meses, da taxa mensal.

As taxas anuais mais comumente usadas são:
- Máquinas, equipamentos, móveis e utensílios – 10%:
- Veículos de carga e transporte – 20%;
- Veículos de uso administrativo – 10%;
- Construções – 4%.

Método de depreciação: existem vários métodos de depreciação. Ao escolher o mais conveniente, é preciso encontrar o valor do elemento a ser depreciado. Ao fixar este valor deve ser levado em conta o valor residual, ou seja, o valor de revenda. Temos que definir um percentual de valor residual para então diminuí-lo do valor corrigido do bem, assim encontramos o valor a depreciar.
- Método das quotas constantes ou linha reta: O bem terá um desgaste constante, mês a mês, ano a ano, dentro de sua vida útil estimada.
- Método das unidades produzidas: Capacidade de produção da máquina ou equipamento ao longo de sua vida útil estimada.
- Método de horas trabalhadas: Horas estimadas de vida útil do bem, geralmente fornecidas pelo fabricante.

Se nos casos acima estiver trabalhando com depreciação do mês deve-se dividir a taxa por 12 meses.
O saldo da conta ’Depreciações’ é transferido para a apuração do resultado, e ‘Depreciações acumuladas’ permanece com o saldo da contabilização, vai acumulando as depreciações dos diversos períodos até completar 100%.

### Diferido
Os elementos que constituem o terceiro grupo de contas do ativo permanente, são as contas que integram o “diferido”. São as aplicações de recursos em despesas que contribuirão para a formação do resultado de mais um exercício social.

As contas de ativos diferidos são:
- Gastos de implantação e pré-operacionais;
- Pesquisa e desenvolvimento de produtos;
- Gastos de implantação de sistemas e métodos;
- Gastos de reorganização.

Resultados na fase pré-operacional devem ser contabilizados como conta redutora neste grupo, sendo apropriadas pelos resultados dos períodos em que as despesas serão amortizadas.
Avaliação e amortização: a amortização não poderá ser em prazo superior a dez anos, a partir do inicio da operação normal ou do exercício em que se passem a ser usufruídos os benefícios delas decorrentes, devendo ser registrada a perda do capital quando abandonados os empreendimentos ou atividades a que se destinam, ou comprovado que essas atividades não poderão produzir resultados suficientes para amortizá-los.
O valor de amortização do ativo diferido é o valor corrigido, composto de valores originais e de atualizações monetárias processadas periodicamente. O tempo estimado de amortização é de no máximo dez anos, deixando em aberto um intervalo de tempo de aproximadamente oito anos, para que a entidade proceda à amortização total do valor diferido.
```
O Ativo diferido deixou de existir com a edição da Medida Provisória nº 449/08, transformada na Lei nº 11.941/09, passando a ter a nomenclatura de Despesas Pré-Operacionais ( Atualizado em 04/09/2013 )
```